# آيفون إس إي (2020)
آيفون إس إي (2020) أو الجيل الثاني من آيفون إس إي (بالإنجليزية: 2020 iPhone SE)‏، هو هاتف ذكي من تصميم وتطوير وتسويق شركة أبل. وهو جزء من الجيل الثالث عشر من أجهزة الآيفون، إلى جانب الآيفون 11 وإصدار آيفون 11 برو. تم الإعلان عن آيفون إس إي (2020)، كخليفة لكل من الجيل الأول من آيفون إس إي وسلسلة آيفون 8. بدأت الطلبات المسبقة في 17 أبريل 2020، وتم تسويقه في 24 أبريل 2020.
يشارك الجيل الثاني من آيفون إس إي الأبعاد وعامل الشكل لجهاز آيفون 8 بما في ذلك الحافة وزر الصفحة الرئيسية الفعلي مع توتش آي دي (بصمة)، ولكنه يشارك مكونات وقوة الأجهزة من مجموعة آيفون 11، بما في ذلك معالج أبل إيه 13 بايونيك بدلاً من معالج إيه 11 الموجود في آيفون 8. يتبع هذا النمط الذي حدده الجيل الأول من إس إي الذي شارك الأبعاد وعامل الشكل لجهاز iPhone 5S الأقدم ولكنه شارك معظم المكونات الداخلية للآيفون 6 أس الراقية.

## وصلات خارجية
- الموقع الرسمي (بالإنجليزية)